# Georges de Bande
Georges de Bande ou Jorge de Bande, né en 1588 au duché de Luxembourg et mort le 4 décembre 1643 à La Cavada (es) (Empire espagnol), est un militaire, homme d'affaires et juge à Villasana de Mena (es).

## Biographie
On sait peu de choses sur la vie de Georges de Bande avant son arrivée en Espagne. Il est un descendant de Jean de Bande, un feudataire de La Roche-en-Ardenne. Son frère, Jean de Bande, porte le titre de Major de La Roche et représente la province de Luxembourg dans son serment d'allégeance au roi Philippe IV en 1622. Lorsqu'il arrive à Madrid en 1624, il obtient un poste dans la Real Guardia de Archeros de Corps (es) tout en continuant d'agir comme secrétaire de Jean de Croÿ, comte de Solre, capitaine de ladite Garde royale et associé propriétaire de l'usine d'artillerie située à La Cavada (es).
Sa parenté avec la famille Neuveforge, avec des intérêts dans l'industrie métallurgique et de l'armement, le rapproche de ce secteur industriel. Le prêt de 2 700 ducats accordé par Georges de Bande à la Couronne espagnole, destiné à financer les guerres en Flandre et en Allemagne, suggère qu'il est un personnage modeste mais doté d'une stabilité économique suffisante. Il est décrit comme un homme grand, fort, à la barbe blonde, intelligent et habile en affaires.
Il doit son essor social et économique en grande partie à Jean Curtius, un industriel liégeois ruiné et contraint d'abandonner les droits d'exploitation de la fonderie d'artillerie qu'il avait créée en 1617 à Liérganes. Georges de Bande lui serait alors un digne successeur.
Après la mort de Jean Curtius, un groupe d'associés reprend l'entreprise : le comptable Salcedo Aranguren, Charles Baudequín, Jean de Croÿ et Georges de Bande. Ce partenariat est de courte durée puisqu'en 1631, c'est Georges de Bande qui se présente comme le seul propriétaire des fonderies, sans que l'on sache plus de détails sur les manœuvres qui lui donnent le contrôle de l'usine.
En août 1628, l'usine de Liérganes reçoit sa première commande de 200 canons et en 1629, elle loue pour vingt ans, avec les autres partenaires, le moulin de la Vega de Liérganes et les constructions associées. La nécessité d'assurer les communications avec la Flandre, tant par mer que par terre, oblige la Couronne à demander un nombre considérable de canons dans les années suivantes. Cette demande et les prévisions précises de Georges de Bande l'amènent à construire une autre usine sur le site voisin de La Cavada et un quai pour les matériaux sur le site de Tijero. En 1635, il nomme son neveu Egide Englebert, connu en Espagne sous le nom de Gil Engleberto de Neuveforge, pour gérer les installations de Liérganes.
Georges de Bande introduit des innovations dans la fabrication des pièces d'artillerie qui améliorent la réputation de l'usine de La Cavada et son volume de production.
En vue du soulèvement en Catalogne et en Roussillon en 1640 et plus tard au Portugal, il cherche un site près du théâtre des opérations pour construire une nouvelle usine destinée à la fabrication de munitions. Il choisit la ville de Corduente, aujourd'hui dans la province de Guadalajara, y place l'un de ses neveux Gil Engleberto de la Neuveforge et Laudovinos de Neuveforge à sa tête.
L'usine de La Cavada, surnommée « de Santa Bárbara », est construite avec l'aide de Miguel de Olivares, secrétaire du Conseil royal des Flandres et originaire de Riotuerto. Les conditions de l'association entre Georges de Bande et Miguel de Olivares sont inconnues, mais le premier épouse la femme du fils d'Olivares, Juan de Olivares Moránnota, après sa mort à l'âge de 39 ans.
Le nouveau couple et ses enfants, Juan et José de Olivares, vivent au Palacio de los Olivares, à La Cavada, propriété de son épouse, Mariana de Brito, née à Madrid en 1607, bien que d'origine flamande (son père, Juan-Oswaldo de Brito, émigre à la Villa y Corte vers 1595 et sera finalement secrétaire du Conseil des Flandres). Georges de Bande n'aura pas de descendants. Le 4 décembre 1643, il meurt et est enterré dans la chapelle de San Andrés, à Liérganes (aujourd'hui disparu). Sur sa pierre tombale, on pouvait lire : 
« Aquí está sepultado Jorge de Vande, natural de la provincia de Luxemburgo, Secretario de Su Majestad, Señor de Villasana y de los Ingenios de Liérganes y Santa Bárbara. Cuatro de diciembre de 1643 »
« Ci-gît Georges de Bande, originaire de la province de Luxembourg, secrétaire de Sa Majesté, seigneur de Villasana et de l'ingéniosité de Liérganes et de Santa Bárbara. 4 décembre 1643 »
Selon son testament, sa femme Mariana de Brito a pris possession de l'usine jusqu'à sa mort en 1674.
De son vivant, Georges de Bande a une fortune considérable, fruit de pratiques commerciales bénéfiques, qui a suscité quelques doutes et spéculations et a finalement conduit à l'intervention de certains de ses actifs après sa mort.
Il achète le manoir de Villasana de Mena (es), les montagnes à Miera et Matienzo et les mines du Monte Vizmaya à Entrambasaguas. Il est nommé trésorier de Millions de Laredo et obtient le privilège d'hidalgo. Il est également un bienfaiteur de l'école jésuite de Santander où les jeunes de Trasmiera se sont vu offrir une étude.